# Anna Arnaudo
Anna Arnaudo (* 18. Oktober 2000 in Cuneo) ist eine italienische Leichtathletin, die sich auf den Langstreckenlauf spezialisiert.

## Sportliche Laufbahn
Erste internationale Erfahrungen sammelte Anna Arnaudo im Jahr 2019, als sie bei den U20-Europameisterschaften in Borås in 9:43,03 min den zehnten Platz im 3000-Meter-Lauf belegte. Anschließend gelangte sie bei den Crosslauf-Europameisterschaften in Lissabon nach 15:12 min auf den 32. Platz im U20-Rennen und gewann in der Teamwertung die Silbermedaille. 2021 gewann sie dann bei den U23-Europameisterschaften in Tallinn in 32:40,43 min die Silbermedaille im 10.000-Meter-Lauf hinter der Niederländerin Jasmijn Lau. Zudem gelangte sie im Dezember bei den Crosslauf-Europameisterschaften in Dublin nach 20:55 min auf den sechsten Platz im U23-Rennen. 2022 belegte sie bei den Mittelmeerspielen in Oran in 10:22,46 min den zehnten Platz über 3000 m Hindernis und im Dezember wurde sie bei den Crosslauf-Europameisterschaften in Turin nach 21:15 min 19. im U23-Rennen. Im Jahr darauf wurde sie bei den Crosslauf-Europameisterschaften 2023 in Brüssel nach 36:52 min 28. im Einzelrennen und 2024 kam sie bei den Europameisterschaften in Rom über 10.000 Meter nicht ins Ziel.
2021 wurde Arnaudo italienische Meisterin im 5000-Meter-Lauf sowie 2022 und 2024 über 10.000 Meter und 2023 im Halbmarathon. Sie bestreitet auch Rennen im Berglauf.

## Persönliche Bestleistungen
- 3000 Meter: 9:12,35 min, 13. April 2024 in Mailand
  - 3000 Meter (Halle): 9:55,84 min, 7. Februar 2021 in Ancona
- 5000 Meter: 15:30,18 min, 1. Mai 2024 in Modena
- 10.000 Meter: 31:39,86 min, 18. Mai 2024 in London
- 10-km-Straßenlauf: 32:24 min, 17. März 2024 in Reggio Emilia
- Halbmarathon: 1:12:41 h, 15. Oktober 2023 in Telese Terme
- 3000 m Hindernis: 9:45,86 min, 11. September 2021 in Bergamo